# Gare de Varzay
La gare de Varzay, est une ancienne gare ferroviaire, désaffectée, de la ligne de Saintes à Royan. Elle est située à Varzay en France.

## Patrimoine ferroviaire
Le bâtiment voyageur d'origine est inscrit au titre des monuments historiques par arrêté du 27 août 2002.
L'ancien bâtiment voyageurs, construit en 1912, désaffecté du service ferroviaire, a été vendu et est devenu une propriété privée. Son style architectural Art déco est similaire à cinq autres bâtiments de gares des années 1910 situés entre Saint-Jean-d'Angély et Royan : Asnières-la-Giraud, Douhet - Écoyeux, Pisany, Saint-Hilaire - Brizambourg et Saint-Romain-de-Benet dessinée par Pierre Esquié.